# Piazza San Marco verso la Basilica
Piazza San Marco verso la Basilica è un dipinto a olio su tela (141,5x204,5 cm) del Canaletto, databile al 1723 circa e conservato nel Museo Thyssen-Bornemisza di Madrid.

## Descrizione
In questo quadro Canaletto raffigura Piazza San Marco, dominata sullo sfondo della celebre Basilica di San Marco. Egli mette in forte risalto il ruolo di questa piazza: centro vitale della città, sua vera "anima", secondo l'opinione di alcuni viaggiatori del Settecento. Nella Piazza si concentrano gli edifici più rappresentativi: sui lati i palazzi delle procuratie illustrati in prospettiva; sullo sfondo, a destra, il Palazzo Ducale, quasi nascosto dal celebre campanile. Illuminato dal sole, il palazzo spicca rispetto all'ala buia della piazza, anche se è in posizione arretrata. 
Canaletto nel suo dipinto mostra una grande attenzione al vero, ossia al realismo. L'artista è attivo, infatti, principalmente a Venezia dove era molto forte la corrente del vedutismo, una corrente artistica che dà una grande importanza appunto alle vedute, ai paesaggi. Canaletto, quindi, spesso rappresenta monumenti e paesaggi che non sono più meramente uno sfondo, ma sono proprio il soggetto dell'opera. È infatti proprio questa sua attenzione al vero che lo porta a mettere in luce il contrasto tra la monumentalità degli edifici degli organi di governo veneziani e i banchi dei commercianti, ossia della classe medio-bassa.
Inoltre una grande attenzione viene anche data alle condizioni atmosferiche, che rappresentano l'arrivo della tempesta. È infatti in questo dettaglio che l'artista mostra tutta la sua maestria nell'utilizzo del colore e nella rappresentazione del vero.
Infine va marcato come ancora una volta Canaletto decide di rappresentare la popolazione veneziana come aveva già fatto, ad esempio ne "il canal grande verso est", ossia come "macchiette", senza però cadere nella banale stilizzazione della figura umana. L'artista infatti si distanzia dalla corrente nordica fiamminga che portava a rappresentare ogni personaggio, anche il più piccolo con il maggior numero di dettagli possibili.